# Aenictus rougieri
Aenictus rougieri é uma espécie de formiga do gênero Aenictus.